# Promachus poetinus
Promachus poetinus är en tvåvingeart som först beskrevs av Walker 1849.  Promachus poetinus ingår i släktet Promachus och familjen rovflugor.
Artens utbredningsområde är Sierra Leone. Inga underarter finns listade i Catalogue of Life.